# Věžka
Věžka je zřícenina hradu půl kilometru východně od obce Druztová v okrese Plzeň-sever v Plzeňském kraji. Nachází se na skalnatém vrchu nad levým břehem řeky Berounky v nadmořské výšce 310 metrů. Jeho zbytky jsou od roku 1958 chráněny jako kulturní památka. Zřícenina je přístupná po žlutě značené turistické trase.

## Historie
Ostrožna, na které hrad stával, byla osídlena již v pravěku. Během záchranného archeologického výzkumu provedeného v roce 1967 byly nalezeny zlomky keramiky z eneolitu (období chamské kultury) a z pozdní doby bronzové. Pravěké opevnění na lokalitě není patrné, ale předpokládá se, že zaniklo během stavby vrcholně středověkého hradu. Střepy z doby bronzové pochází z období, kdy se hradiště na podobných místech běžně stavěla.
Stavebník hradu Racek ze Švamberka byl synem Ratmíra a jeho ženy Žižky. Roku 1351, ze kterého pochází první písemná zmínka o hradu, se poprvé připomíná na Věžce, kde do konce svého života sídlil. K panství Věžky tehdy patřily vesnice Druztová a Dolany. Racek nechal na památku své první ženy Marie postavit kostel svaté Maří Magdaleny s dvorem a farou západně od hradu.[zdroj⁠?!] Se svou druhou manželkou Ofkou měl syny Hynka, Buška a Ješka. Po Rackově smrti v roce 1377 jeho synové hrad postoupili Otíkovi z Chrástu, který se postavil proti králi Václavovi IV., jehož vojsko roku 1405 Věžku oblehlo a po půlročním obléhání na jaře roku 1406 přinutilo ke kapitulaci.
Otík později hrad získal zpět a před rokem 1410 ho zdědil jeho syn Petr z Chrástu, který k panství připojil Třemošnou. Držení Třemošné mu roku 1420 potvrdil i král Zikmund a navíc mu daroval Nynice. Krátce na to však Petr přestoupil k husitské straně. V roce 1422 mu Zikmund panství odňal a připsal jej městu Plzni. Ale roku 1434 držel Věžku opět Petr z Chrástu a postoupil ji Přibíkovi z Klenové. Hrad zanikl roku 1478, kdy ho dobylo a pobořilo vojsko Matyáše Korvína.
V letech 1962–1972 akademický malíř Václav Uchytil společně s dětmi z historického kroužku z Plzně (kroužek při Domu Pionýrů a ZPČ Muzeu v Plzni) odstranil dříve zřícené zdivo a vybudoval přístupovou cestu. Velké množství nálezů (střepů i celých nádob) je uloženo v depozitáři ZPČ Muzea. Nově odkryté zdivo však nebylo staticky zajištěno, a větší část ho proto zanikla.
Od března 2015 se o Věžku stará s povolením památkového ústavu v Plzni a souhlasem obce Druztová, občanské sdružení Plzeňské Centrum Filosofie a Umění. Zřícenina je postupně očišťována od náletových dřevin a je prováděn průzkum stavu zbylého zdiva.

## Stavební podoba

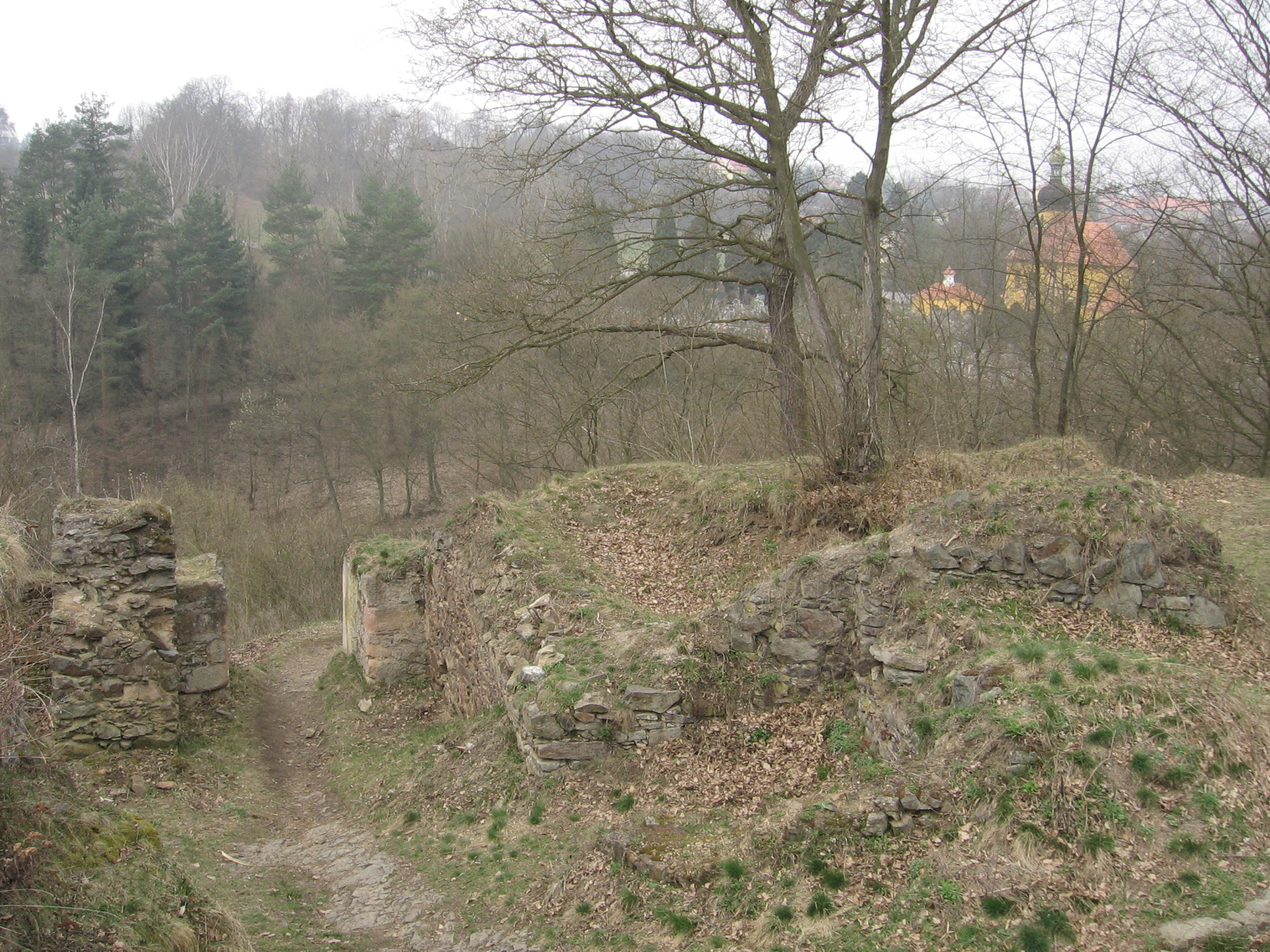
Vstup do hradu

Staveniště hradu bylo přibližně oválné a protažené v severojižním směru. Ve střední části stály po obou stranách budovy. Jižně od západní budovy byla brána chráněná předbraním. Zástavbu severní části předhradí neznáme. Hradní jádro stálo v jižní části hradu. Pravděpodobně ho tvořil podsklepený palác na západní straně, ke kterému přiléhalo úzké nádvoří na východě.
Asi 100 m severně od hradu se nachází ostrožna opevněná valem. Je možné, že šlo opevnění související s obléháním, ale vzhledem k jeho mohutnosti šlo pravděpodobněji o předsunutou baštu.
Věžka byla zřejmě bezvěžový hrad, a proto ho Dobroslava Menclová typově řadí mezi hrady s plášťovou zdí, což odmítl Tomáš Durdík, který ho klasifikoval jako hrad s palácem jako hlavní obrannou i obytnou budovou.